# 東野里加
東野 里加（ひがしの りか、6月14日 - ）は、日本の女性声優。石川県出身。井上和彦の声優教室5期生。以前は元氣プロジェクトに所属していた。

## 後任・代役
元氣プロジェクト退所以降は複数の持ち役を降板している。東野の持ち役を引き継いだ人物は以下の通り。
| 後任       | 役名               | 概要作品                              | 後任の初担当作品            |
| ---------- | ------------------ | ------------------------------------- | --------------------------- |
| 相川奈都姫 | ベラ・デルニョーニ | 『蒼穹のファフナー HEAVEN AND EARTH』 | 『蒼穹のファフナー EXODUS』 |

## 出演

### テレビアニメ
時期不明
- それいけ!アンパンマン（くま太）

2002年
- GetBackers-奪還屋-（女の子）
- スパイラル -推理の絆-（女子生徒B、リポーター）

2003年
- F-ZERO ファルコン伝説（女の子）
- D・N・ANGEL（女生徒A）
- 星のカービィ（デビルライダー）

2004年
- W〜ウィッシュ〜（女子生徒、潤和〈少年時代〉、子供）

2005年
- 好きなものは好きだからしょうがない!!（羽柴空〈子供時代〉）

2006年
- パピヨンローゼ New Season（金星人）

2010年
- アイアンマン（女子高生、村の子供）

2011年
- ダンボール戦機（生徒）

### OVA
時期不明
- 生命合奏曲

2001年
- こみっくパーティー
- HAPPY★LESSON（生徒）

2002年
- Happy World!（女子高生A、生徒）
- みずいろ

2003年
- True Love Story Summer Days, and yet...（喫茶店の客）
- ランジェリー戦士 パピヨンローゼ

### 劇場アニメ
- Piaキャロットへようこそ!! -さやかの恋物語-（2002年、女生徒）
- 蒼穹のファフナー HEAVEN AND EARTH（2010年、ベラ・デルニョーニ）

### ゲーム
- Φなる・あぷろーち（2004年、立川）

### ドラマCD
- 兄貴上等
- キズナドラマ
- サクラ大戦第四期ドラマCDシリーズ
- 好きなものは好きだからしょうがない!!シリーズ4作品（羽柴空〈子供時代〉）
- 先生!
- ミルククラウン（神〈子供時代〉）

### 歌
- 秋葉原サスペンス劇場EDテーマ「no fear」Silver Sleep
- 「放課後マニア倶楽部 〜HAPPY☆RESSON〜」 EDテーマ らぶまにあ

### 舞台
- 劇団あぁルナティックシアター公演「ホラリオン　声のホラー・声優＆ナレーターナイト」
- 劇団あぁルナティックシアター公演「コムテツ」、「ヘプタゴン」、「ZOOTOPIA #002〜#007」
- 音楽朗読会
- やっぱり猫が好き

### インターネットドラマ
- アキバ系BBチャンネル 「no fear」、「no fear2」ともに相川まりも役

### 映画
- 三姉妹カフェ物語（債権者）
- ルナハイツ2
- SS
- 吉本興業 はりけ〜んず前田 100本映画プロジェクト「ぱきゅら！」

### TV
- 行列のできる法律相談所
- 踊る!さんま御殿!!
- スッキリ!!
- ヒルナンデス!
- コレってアリですか?
- news every.
- あさイチ
- やじうまテレビ!
- たけしの健康エンターテインメント!みんなの家庭の医学
- 報道の日
- 仰天クイズ! 珍ルールSHOW
- 人生が変わる1分間の深イイ話

### ドラマ
- 日本テレビ トッカン -特別国税徴収官-

### VP
- 東京ディズニーランド「シンデレラのフェアリーテイルホール」
- 大東建託

### CM
- ヤマサ醤油
- KIRIN「午後の紅茶」
- 味の素「アンパンマンポテト」
- ほっともっと
- ファミリー引越センター
- ふじっこ煮「ごま昆布」
- ノートン（WEB）
- ポケモン（映画2012）
- レーベンハイム福島（ナレーション）
- ローランド音楽教室
- 花粉ベール（猫娘アフレコ）

### ナレーション
- 浜田翔子 HamaSho日記
- 安田美沙子 ルナハイツ2 ダイアリー
- テレビ東京「にっぽん味紀行in青森」

### リポーター
- やんちゃTV
- 文京フットレポート（文京区民チャンネル）
- anエリア「おシゴトtheムービー『りか隊長が行く！オシゴト探検隊』」

### ラジオ
- ラヂオつくば　Kaleo From Hawaii〜ハワイからの声〜

### その他コンテンツ
- イベント「それいけ!アンパンマン」「キューティーハニー」、「ムーミン」、「パスタを食べよう」、「音楽紙芝居」